# 卢克雷奇·帕特拉什卡努
卢克雷奇·帕特拉什卡努（羅馬尼亞語：Lucrețiu Pătrășcanu，1900年11月4日—1954年4月17日）是罗马尼亚共产党领导人，律师、社会学家、经济学家。布加勒斯特大学教授。1944年与埃米尔·波德纳拉希参与组织政变协助罗马尼亚国王推翻安东内斯库政权。第二次世界大战后，帕特拉什卡努进入政府担任职务，多次反对党内斯大林主义教条，并与罗马尼亚共产党领导人格奥尔基·乔治乌-德治发生冲突。因此，帕特拉什卡努被关押并最终被处决。帕特拉什卡努死后14年，罗马尼亚新任领导人齐奥塞斯库为其平反。